# キドニーシーヴス
キドニーシーヴス (Kidneythieves) は、アメリカ合衆国のインダストリアル・ロックバンド。フリー・ドミンゲス（ボーカル）とブルース・サマーズ（ギター/エンジニアリング）がリーダーを務める。

## 歴史
1998年に1作目のシングル「S+M (ア・ラブ・ソング)」と1作目のアルバム『トリックスター』を発表。2001年にリミックスEP『ファイ・イン・ザ・スカイ』、2002年に2作目となるアルバム『ゼロスペース』を発表。タイトル・トラック「ゼロスペース」はシングル・カットされた。また収録曲の「ビフォア・アイム・デッド」は、2002年の映画『クイーン・オブ・ザ・ヴァンパイア』で使用された。2004年、『トリックスター』をデジタル・リマスターして『トリックスタープロセス』として再リリース。5曲のボーナス・トラックとボーナスDVDが付属した。『トリックスタープロセス』の発表後、フリー・ドミンゲスがブルース・サマーズとともにインディーズ・レーベルのプロジェクトを発足させ、バンド「ショックニーナ」を生み出した。
2007年1月、ドミンゲスが電子メール版の会報の中で、サマーズとともにキドニーシーヴスの新たな作品でコラボレートすると発表した。2010年中盤に3作目のアルバム『トリプトファナティック』を発表した。2011年、5曲入りのEP『インビジブル・プラン』を発表（『トリプトファナティック』と『インビジブル・プラン』のCDはバンドの公式サイトのみでの販売となっており、予約特典の
ボーナストラックが収録されている）。バンドは現在4作目となるアルバムの制作に入っている。

## ディスコグラフィ

### スタジオ・アルバム
- 『トリックスター』（1998年）
- 『ゼロスペース』（2002年）
- 『トリプトファナティック』（2010年）

### EP、特別版
- 『ファイ・イン・ザ・スカイ』（2001年）
- 『トリックスタープロセス』（2004年）
- 『インビジブル・プラン』（2011年）
- 『リックUクリーンE4M』（2011年）

### ライブ・アルバム
- 『キドニーシーヴス・ライブ・イン・シカゴ2002』（2002年）

収録曲
1. テイク・ア・トレイン（イントロ）
2. ブラック・ブリット
3. タクシーキャブ・メサイア
4. ビフォア・アイム・デッド
5. クレイジー
6. グリッター・ガール
7. ゼロスペース
8. ディスクレイシア
9. ビフォア・アイム・デッド・アコースティック
10. レッド&バイオレット

### シングル
- 「S+M (ア・ラブ・ソング)」（1998年）
- 「ゼロスペース」（2002年）
- 「フリーキー・ピープル」（2010年）

## メディアへの登場

### サウンドトラックへの参加
- 『チャイルド・プレイ』（1998年）
  - 「クレイジー」（パッツィー・クラインによって有名になったウィリー・ネルソンの楽曲のカバー）
- 『クイーン・オブ・ザ・ヴァンパイア』（2002年）
  - 「ビフォア・アイム・デッド」
- 『ディシディア デュオデシム ファイナルファンタジー』（2011年）
  - 「ゴッド・イン・ファイアー」
- 『メタルギア ライジング リベンジェンス』（2013年）
  - 「ストレンジャー・アイ・リメイン」

### テレビ・シリーズ
- 『ファースト・ウェイブ』（1998年）
  - 第10話「マーカー262」で「S+M (ア・ラブ・ソング)」
- 『ウルフ・レイク』（2001年）
  - 第1話「ミート・ザ・ペアレンツ」で「ブラック・ブリット」
- 『CSI:マイアミ』（2003年）
  - シーズン2 第9話「破滅への誘い」で「アーセナル」
- 『ウェアハウス13 〜秘密の倉庫 事件ファイル〜』（2013年）
  - シーズン2 第2話「呪われたスーパーヒーロー」で「タクシーキャブ・メサイア」

### コンピュータゲーム
『Deus Ex: Invisible War』で、ゲーム内の架空のポップスター「NGレゾナンス」が『トリックスター』の収録曲を歌っている。声はリード・ボーカリストのフリー・ドミンゲス。
『ディシディア デュオデシム ファイナルファンタジー』のサウンドトラックに、石元丈晴とコラボレートした楽曲「ゴッド・イン・ファイアー」が収録された。
2013年には、『メタルギア ライジング リベンジェンス』のサウンドトラックにフリー・ドミンゲスが歌う「ストレンジャー・アイ・リメイン」が収録された。

### ゲスト参加とコラボレーション
フリー・ドミンゲスは、カンジャー・ワンの3作目のアルバム『エクサイラク』の収録曲「ラン・フォー・カバー」、ビート・ベントリロキスツのEP『グッドナイト・メモリー』の収録曲「アンフォルディング」でボーカルとして参加している。2004年、フリーのボーカルは彼女がザ・レボリューションのマット・フィンクとのジョイント・ベンチャー・プロジェクト「ザ・インサイダー・プロジェクト」のために作詞作曲した「ゲイシャ・スーパーフライ」「ウォー・オブ・ラブ」「インビジブル」「キックスタンド」「ラインストーン・ヘイロー」でフィーチャーされている。フリーのバッキング・ボーカルはゼロマンサーのアルバム『クローン・ユア・ラヴァー』の収録曲「ファースト (ウィズ・ミー)」と「ハウゼズ・オブ・カーズ」で聴くことができる。また、ゼロマンサーのドイツ公演後半のステージでも歌っている。ドイツでは同時期にカンジャー・ワンのステージでも歌っており、その後のカンジャー・ワンの2010年5月のロンドン公演でも歌った。フリー・ドミンゲスはKMFDMの2011年のアルバム『WTF?!』の収録曲「テイク・イット・ライク・ア・マン」でフィーチャーされている。コラボレーション以外ではフリーはソロとしてデビュー・アルバム『フリーダミング』を発表し、現在は完売している。ミュージック・ビデオ「クエスチョン&ライズ」も制作された。アルバム・バージョンとは異なったアップ・ビートなアレンジで、「クエスチョン&ライズ (ウィズ・ドラムス)」と銘打たれ、後にiTunes限定で配信されたEP「フリーダミング - EP」に収録された。フリーの2作目のソロ作品はアルバム『コア: Aゾーン』で発表される予定であったが、キドニーシーヴスの活動再開に伴い延期となり、現在までリリースには至っていない。だが、2006年にフリーがこのアルバムのサンプル版として5曲入りEP「コア: Aゾーン - EP」を発表している。また、フリーは同時期に「ハート・オブ・ゴールド」のカバーをレコーディングしている。2011年後半から2012年前半にかけてソロでギグを開催したほか、ジミー・ネッコのオープニング・アクトも務めた。フリーは会報で3作目のソロ・アルバム『ボルケーノ+ザ・シー』を2012年に発表すると示唆した。また、2作のソロ・アルバムから選曲したコンピレーション・アルバムを2012年初頭にリリースすると発表した。
ブルース・サマーズはグッド・シャーロットが現在行っている世界ツアーのライブ制作に参加している。また、リチャード・パトリックのバンド「フィルター」の最新作や、ロブ・ゾンビのギタリストであるジョン5の最新CDでマスタリングを手がけているほか、バーナデット・ピーターズ主演の映画『カミング・アップ・ローゼズ』の音楽を作曲している。映画は2011年に公開された。最近では、第27回ノースロップ・グラマン・ナショナル宇宙シンポジウムの音楽制作を担当した。